# Filadelfia (Italia)
Filadelfia es un municipio sito en el territorio de la provincia de Vibo Valentia, en Calabria (Italia).
Es el séptimo municipio de la provincia, por número de habitantes.
Fue fundada en 1783, durante el período ilustrado, como nueva ciudad para los habitantes de la antigua ciudad de Castelmonardo (destruida por un terremoto). Fue reconocida como ciudad el 24 de junio de 1787 por parte de Fernando I de las Dos Sicilias.

## Etimología
El nombre antiguo del municipio Castel Monardo deriva de la fusión de la palabra castillo con el nombre propio latino Mainardus (que deriva de la palabra griega monon -que significa solo- y de la palabra latina ardum -que significa difícil-) o (más probablemente) de castillo y del nombre propio Meinardo.
El nombre actual Filadelfia deriva del griego y significa amor fraternal. Para algunos el nombre tenía una función augural, mientras que para otros se refiere a las ayudas que la comunidad recibió tras el terremoto. También se cree que el nombre se relaciona con la sociedad iluminista de los Filadelfoi.

## Historia y Demografía

### Castelmonardo
Antes del terremoto de 1783 el nombre de Filadelfia era Castelmonardo. 

## Demografía
| Gráfica de evolución demográfica de Filadelfia entre 1861 y 2001 |
|                                                                  |
| Fuente ISTAT - elaboración gráfica a cargo de Wikipedia          |